# سيرجيو سانتانا
سيرجيو سانتانا (بالإنجليزية: Sérgio Sant'Anna)‏‏ (30 أكتوبر 1941 في ريو دي جانيرو - 10 مايو 2020)؛ كاتب، وشاعر، وروائي من البرازيل.

## روابط خارجية
- سيرجيو سانتانا على موقع IMDb (الإنجليزية)
- سيرجيو سانتانا على موقع الموسوعة البريطانية (الإنجليزية)